# Хортикултуриста
Хортикултуриста (или хортикултуролог) је уопштени назив за особе или човека коме је занимање да уређује: баште, паркове, вртове, аранжира букета цвећа, плете прославне, свадбене и погребне цветне венце и декорације, производи саксијско цвеће и друге саднице цвећа. Овај посао обављају: цвећари-вртлари (баштовани), техничари хортикултуре, дипломирани инжењери пејзажне архитектуре и хортикултуре, и доктори пољопривредних наука из хортикултуре. Већина хортикултуриста баве се и лечењем саксијског и баштенског цвећа од разних биљних болести, одатле је настао други назив хортикултуролог.
За обављање овог посла потребно је познавати више вештина: обраду земљишта, заштиту биља... Поред знања о свакој биљци у башти и саксији, хортикултуриста треба да уложи много труда и љубави у уређивању баште и декорисању букета.
Хортикултура је својеврсна уметност и изискује прави осећај за лепо како би биљке што боље успевале а башта и цветни аранжмани били уређени и лепог изгледа.